# Lokomo (village)
Lokomo est un village du Cameroun situé dans le département du Boumba-et-Ngoko et la région de l'Est. Il fait partie de la commune de Salapoumbé.

## Population
Lors du recensement de 2005 on y dénombrait 2 183 habitants.

## Infrastructures
Dans le village de Lokomo Sebc est implantée une société d'exploitation forestière de la forêt communale : scierie de transformation de bois. Cette société possède aussi une infirmerie qui est dirigée par un médecin.

## Éducation
Le village possède une école maternelle publique accessible aux enfants du village.
Le village comporte aussi plusieurs églises avec leurs chapelles.

## Pêche
Lors de la saison sèche, le village de Lokomo Sebc étant traversé par le cours d'eau Lokomo, la pêche est une activité très répandue. Ils produisent également leur propre élevages de poissons qui sont destinés à leur consommation propre. La technique de pêche traditionnellement utilisée dans ce village est la pêche à la nasse : ils bouchent et construisent des barrages au niveau des embouchures des petits fleuves.

## Réseau
Le village de Lokomo Sebc étant situé dans l'arrondissement de Salapoumbé, bénéficie du réseau Orange et MTN grâce à une antenne placée à 6 mètres de hauteur dans un arbre placée à Salapoumbé. Ils sont donc équiper de cabines téléphoniques et de stations de radios.